# (6437) Stroganov
(6437) Stroganov es un asteroide perteneciente al cinturón de asteroides, descubierto el 28 de agosto de 1987 por Eric Walter Elst desde el Observatorio de La Silla, Chile.

## Designación y nombre
Designado provisionalmente como 1987 QS7. Stroganov es el nombre de una conocida familia rusa que explotaba las minas de hierro y oro de los Urales. El astrónomo Jean Chappe d'Auteroche, a su regreso de Tobolsk en 1762, fue bien recibido por uno de los miembros de esta familia.

## Características orbitales
Stroganov está situado a una distancia media del Sol de 2,899 ua, pudiendo alejarse hasta 3,025 ua y acercarse hasta 2,773 ua. Su excentricidad es 0,044 y la inclinación orbital 2,070 grados. Emplea 1803,20 días en completar una órbita alrededor del Sol.
Los próximos acercamientos a la órbita de Júpiter ocurrirán el 1 de enero de 2048, el 3 de abril de 2107 y el 3 de julio de 2166.
Pertenece a la familia de asteroides de (158) Koronis.

## Características físicas
La magnitud absoluta de Stroganov es 12,98. Tiene 7,596 km de diámetro y su albedo se estima en 0,232.